# Bastion Stoltenborg

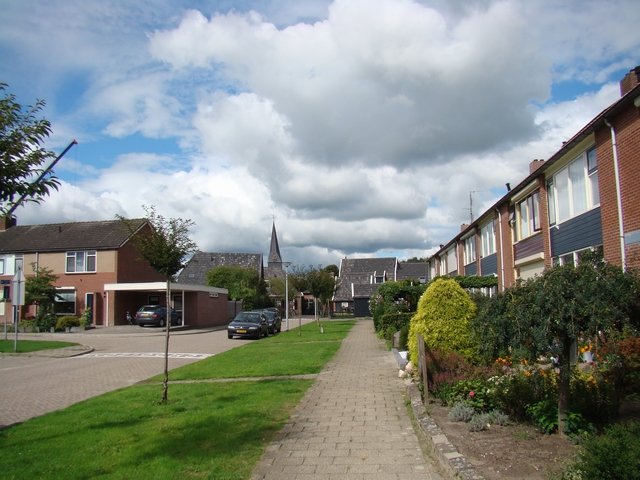
Stoltenborg Bredevoort

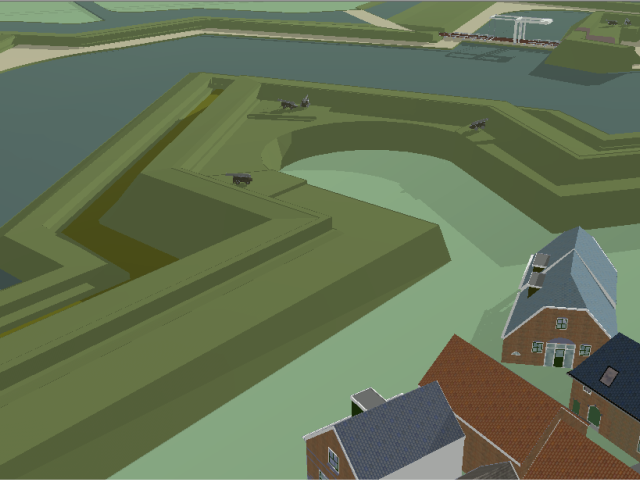
Reconstructie bastion Stoltenborg Bredevoort

Bastion Stoltenborg was een van de zes bastions van Bredevoort. Het was gelegen ten oosten van Bredevoort, tegenwoordig het begin van de Pater Jan de Vriesstraat en maakte deel uit van de Vestingwerken van Bredevoort.

## Geschiedenis
Achter de huizen aan de Ambthuiswal lag het acht meter hoge holle bastion, voorzien van drie katten in iedere hoek. Het terreplein was toegankelijk vanaf de Hozenstraat en Ambthuiswal. De Keel (ingang) van het bastion lag iets voorbij het kruispunt met de gasthuisstraat meteen voor de stadsboerderij die naast de Ambtshof ligt.

## Reconstructie
Op de afbeelding een weergave van een reconstructie van bastion treurniet. Zichtbaar gemaakt de ligging ten opzichte van de huizen die er tegenwoordig staan, het naastgelegen huis is de stadsboerderij naast de Ambtshof, met daarvoor de Gasthuisstraat. Ook zichtbaar op de reconstructie de onderwal die voor het bastion ligt. De gracht is gedempt, op die plaats staat tegenwoordig de school 't Bastion en de omringende nieuwbouwwoningen.
Aalterpoort · Misterpoort · Onversaegt · Orange · Ossenkop · Treurniet · Stoltenborg · Vreesniet · Welgemoed · Grote Gracht · Kleine Gracht